# Leichtathletik-Europameisterschaften 1966/3000 m Hindernis der Männer

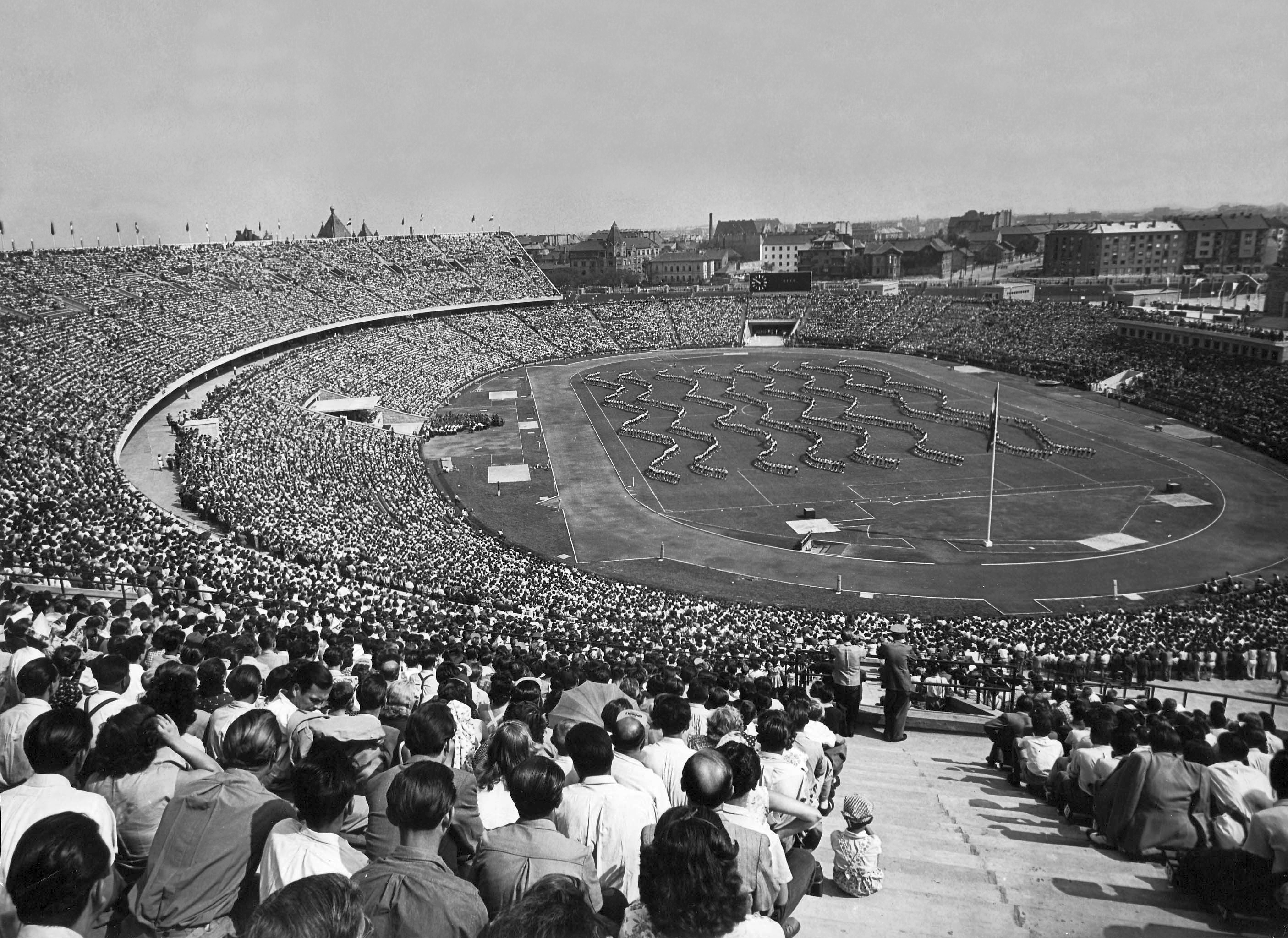
Das Népstadion bei einer Veranstaltung im Jahr 1953

Der 3000-Meter-Hindernislauf der Männer bei den Leichtathletik-Europameisterschaften 1966 wurde am 1. und 3. September 1966 im Budapester Népstadion ausgetragen.
In diesem Rennen errangen die Hindernisläufer aus der Sowjetunion einen Doppelsieg. Europameister wurde Wiktor Kudinski. Den zweiten Platz belegte Anatoli Kurjan. Bronze ging an den belgischen Weltrekordler und Olympiasieger von 1964 Gaston Roelants.

## Rekorde

### Bestehende Rekorde
| Weltrekord           | 8:26,4 min | Gaston Roelants | Brüssel, Belgien        | 7. August 1965     |
| Europarekord         | 8:26,4 min | Gaston Roelants | Brüssel, Belgien        | 7. August 1965     |
| Meisterschaftsrekord | 8:32,6 min | Gaston Roelants | EM Belgrad, Jugoslawien | 16. September 1962 |

### Rekordverbesserungen
Der bestehende EM-Rekord wurde verbessert und darüber hinaus gab es sieben neue Landesrekorde.
- Meisterschaftsrekord:
  - 8:26,6 min – Wiktor Kudinski (Sowjetunion), Finale am 3. September
- Landesrekorde:
  - 8:34,6 min – Zoltan Vamoș (Rumänien), erster Vorlauf am 1. September
  - 8:36,2 min – Jouko Kuha (Finnland), erster Vorlauf am 1. September
  - 8:26,6 min – Wiktor Kudinski (Sowjetunion), Finale am 3. September
  - 8:30,0 min – Guy Texereau (Frankreich), Finale am 3. September
  - 8:31,0 min – Manfred Letzerich (BR Deutschland), Finale am 3. September
  - 8:31,6 min – Dieter Hartmann (DDR), Finale am 3. September
  - 8:34,0 min – Zoltan Vamoș (Rumänien), Finale am 3. September

## Vorrunde
1. September 1966
Die Vorrunde wurde in drei Läufen durchgeführt. Die ersten vier Athleten pro Lauf – hellblau unterlegt – qualifizierten sich für das Finale.

### Vorlauf 1
| Platz | Name                 | Nation         | Zeit (min) |
| ----- | -------------------- | -------------- | ---------- |
| 1     | Gaston Roelants      | Belgien        | 8:33,0     |
| 2     | Alexander Morosow    | Sowjetunion    | 8:34,0     |
| 3     | Zoltan Vamoș         | Rumänien       | 8:34,6 NR  |
| 4     | Bengt Persson        | Schweden       | 8:35,4     |
| 5     | Jouko Kuha           | Finnland       | 8:36,2 NR  |
| 6     | Manuel de Oliveira   | Portugal       | 8:44,0     |
| 7     | Hans-Werner Wogatzky | BR Deutschland | 8:49,4     |
| 8     | Sandor Mate          | Ungarn         | 9:03,2     |
| 9     | Lachie Stewart       | Großbritannien | 9:10,2     |

### Vorlauf 2
| Platz | Name              | Nation           | Zeit (min) |
| ----- | ----------------- | ---------------- | ---------- |
| 1     | Manfred Letzerich | BR Deutschland   | 8:45,2     |
| 2     | Dieter Hartmann   | DDR              | 8:45,4     |
| 3     | Ernie Pomfret     | Großbritannien   | 8:46,8     |
| 4     | Wiktor Kudinski   | Sowjetunion      | 8:48,2     |
| 5     | Jan-Erik Karlsson | Schweden         | 8:52,8     |
| 6     | Jerzy Czaplewski  | Polen            | 8:59,8     |
| 7     | Petr Holas        | Tschechoslowakei | 9:06,8     |
| DNF   | István Jóny       | Ungarn           |            |

### Vorlauf 3
| Platz | Name             | Nation         | Zeit (min) |
| ----- | ---------------- | -------------- | ---------- |
| 1     | Javier Álvarez   | Spanien        | 8:47,4     |
| 2     | Guy Texereau     | Frankreich     | 8:47,8     |
| 3     | Maurice Herriott | Großbritannien | 8:48,2     |
| 4     | Anatoli Kurjan   | Sowjetunion    | 8:49,6     |
| 5     | Edward Motyl     | Polen          | 8:52,0     |
| 6     | Michail Schelew  | Bulgarien      | 8:52,0     |
| 7     | Karoly Magyar    | Ungarn         | 8:54,4     |
| 8     | Hartmut Neumann  | BR Deutschland | 8:57,8     |

## Finale

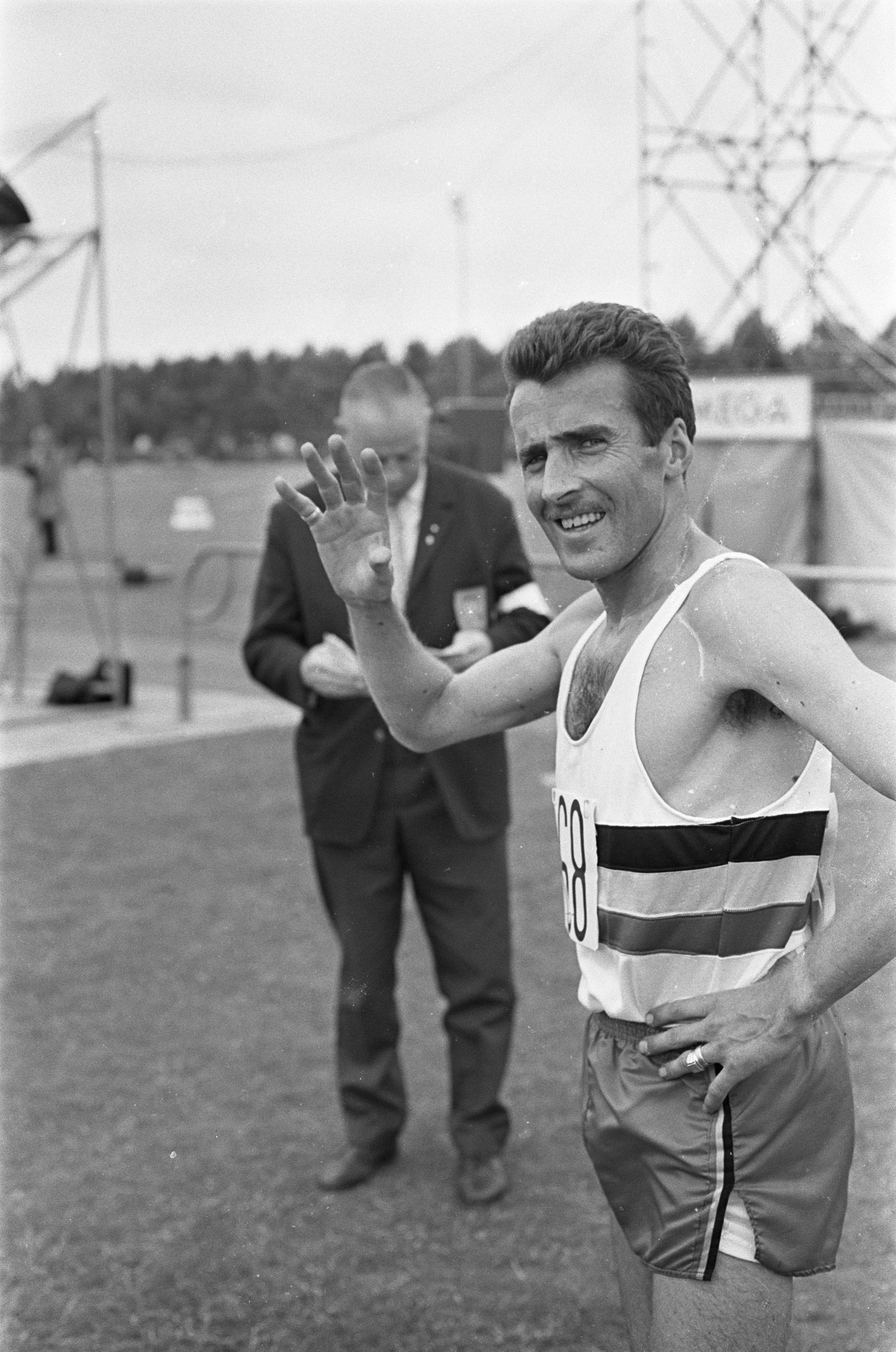
Der Olympiasieger von 1964 und Weltrekordinhaber Gaston Roelants gewann diesmal Bronze

3. September 1966
| Platz | Name              | Nation         | Zeit (min)   |
| ----- | ----------------- | -------------- | ------------ |
| 1     | Wiktor Kudinski   | Sowjetunion    | 8:26,6 CR/NR |
| 2     | Anatoli Kurjan    | Sowjetunion    | 8:28,0       |
| 3     | Gaston Roelants   | Belgien        | 8:28,0       |
| 4     | Guy Texereau      | Frankreich     | 8:30,0 NR    |
| 5     | Manfred Letzerich | BR Deutschland | 8:31,0 DR    |
| 6     | Dieter Hartmann   | DDR            | 8:31,6 NR    |
| 7     | Zoltan Vamoș      | Rumänien       | 8:34,0 NR    |
| 8     | Maurice Herriott  | Großbritannien | 8:37,0       |
| 9     | Bengt Persson     | Schweden       | 8:38,0       |
| 10    | Javier Álvarez    | Spanien        | 8:40,0       |
| 11    | Alexander Morosow | Sowjetunion    | 8:40,6       |
| 12    | Ernie Pomfret     | Großbritannien | 8:40,6       |

## Videolinks
- 8:26.6 Viktor Kudinskiy 3000m Steeple Final European Athletics Championships Budapest 1966, youtube.com, abgerufen am 15. Juli 2022
- European Athletic Championships (1966), Bereich: 1:10 min bis 2:33 min, youtube.com, abgerufen am 15. Juli 2022